# VV Цефея
VV Цефея (лат. VV Cephei) — затменная двойная звезда типа Алголя в созвездии Цефей, которая находится на расстоянии около 5000 световых лет от Земли. Компонент А является седьмой по радиусу звездой, известной науке на 2015 г. и одной из крупнейших звёзд в Галактике Млечный Путь.

## VV Цефея A
Красный гипергигант VV Цефея A спектрального класса M2 — одна из крупнейших звёзд в нашей галактике, её радиус в 1050-1900 больше солнечного, а светимость — в 275 000–575 000 раз больше солнечной. Звезда заполняет полость Роша, и её вещество перетекает на соседний компаньон. Скорость истекания газов достигает 200 км/с. Установлено, что VV Цефея A — физическая переменная, пульсирующая с периодом 150 суток. Скорость звёздного ветра, истекающего от звезды, достигает 25 км/с. Судя по орбитальному движению, масса звезды составляет около 100 солнечных, однако её светимость говорит о массе в 25–40 солнечных.

## VV Цефея B
В 1936 г. американский астроном Дин Маклафлин установил, что VV Цефея — двойная затменно-переменная. После 1936 г. затмения В-звезды наблюдались каждые 20 лет. По наблюдениям в промежутке между затмениями 1956 и 1976 гг. и во время затмения 1976—1977 гг. удалось уточнить основные параметры этой двойной системы. VV Цефея B, голубая звезда главной последовательности класса B0, вращается вокруг VV Цефея A по эллиптической орбите с периодом 7430 дней (около 20 лет). Затмение одной звезды другой длится 1300 дней (3,6 года), полная фаза затмения — 16 месяцев. Звезда примерно в 8 раз больше Солнца по диаметру и в 10000 раз по светимости. По изменениям лучевых скоростей было определено расстояние между центрами звёзд, которое меняется от 17 до 34 а.е.
Звезда класса М имеет протяжённую атмосферу, так что ещё до начала затмения в её спектре появляются так называемые хромосферные линии за счёт поглощения света В-звезды в атмосфере М-звезды.

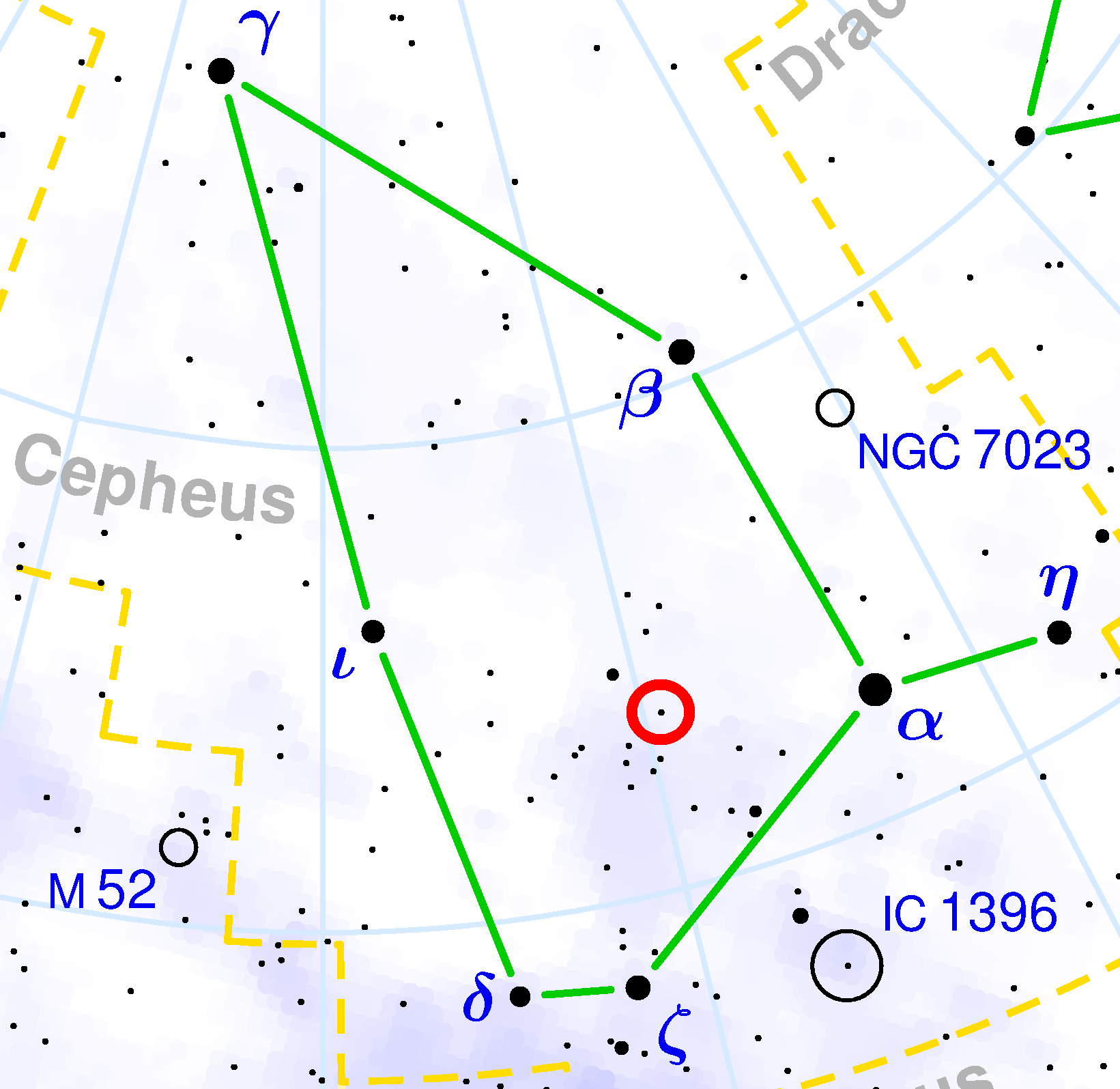
Расположение на карте